# Boboc (Buzău)
Boboc – wieś w Rumunii, w okręgu Buzău, w gminie Cochrileanca. W 2011 roku liczyła 1563 mieszkańców.